# Шоймень (Клуж)
Шоймень, Шоймені (рум. Șoimeni) — село у повіті Клуж в Румунії. Входить до складу комуни Вултурень.
Село розташоване на відстані 343 км на північний захід від Бухареста, 20 км на північ від Клуж-Напоки.

## Населення
За даними перепису населення 2002 року у селі проживали 400 осіб.
Національний склад населення села:
| Національність | Кількість осіб | Відсоток |
| -------------- | -------------- | -------- |
| румуни         | 382            | 95,5%    |
| цигани         | 15             | 3,8%     |

Рідною мовою назвали:
| Мова      | Кількість осіб | Відсоток |
| --------- | -------------- | -------- |
| румунська | 391            | 97,8%    |
| циганська | 7              | 1,8%     |